# Terry Paine
Terence "Terry" Lionel Paine (ur. 23 marca 1939 w Winchesterze), angielski piłkarz, napastnik (skrzydłowy) lub pomocnik. Mistrz świata z roku 1966.
Karierę rozpoczynał w małym klubie z rodzinnego miasta. W 1956 został zawodnikiem Southampton. Barwom tego klubu był wierny do 1974 i w tym czasie zagrał 713 ligowych spotkań (160 goli), co jest klubowym rekordem. Zawodową karierę kończył w Hereford (1974–1977).
W latach 1963–1966 w reprezentacji Anglii rozegrał 19 spotkań i strzelił 7 bramek. Ostatni raz reprezentacyjną koszulkę przywdział podczas finałów MŚ 66. Zagrał tylko w jednym meczu, 16 lipca z Meksykiem, występ ten dał mu jednak tytuł mistrza świata.